# Grupa I
Grupa I – polski zespół wokalny utworzony we wrześniu 1973 roku przez Juliusza Loranca w składzie: Sławomir Bułaj, Renata Lewandowska, Ewa Olszewska i Marlena Wiśniewska (po małżeństwie z Janem Drozdowskim występująca jako Marlena Drozdowska).
Zadebiutował wiosną 1974 roku nagraniami radiowymi. W tym samym roku dokonał pierwszych nagrań płytowych, wystąpił też na XII Krajowym Festiwalu Piosenki Polskiej w Opolu, gdzie piosenką Radość o poranku (muz. J. Loranc, sł. J. Kofta) zdobył nagrodę Ministra Kultury i Sztuki. Rozpadł się w 1975 roku.